# 10 лет Октября
10 лет Октября́ — село в Новичихинском районе Алтайского края России. Входит в состав  Солоновского сельсовета.

## География
Село находится в юго-западной части Алтайского края на Приобском плато, на автодороге 01К-78, на расстоянии 22 км к северо-западу от озера Горькое, 20 км к западу от лесного массива Касмалинский ленточный бор и 35 км к югу от села Новичиха, административного центра района. 

### Климат
Климат континентальный, характеризуется коротким летом и малоснежными зимами с метелями. Средняя температура января −18,8 °C, июля +20 °C. Годовое количество атмосферных осадков — 326 мм.

## История
Согласно Закону Алтайского края от 05 октября 2007 года село вошло в образованное муниципальное образование «Солоновский сельсовет».

## Население
| 1997 | 1998 | 1999 | 2000 | 2001 | 2002 | 2003 | 2004 | 2005 |
| ---- | ---- | ---- | ---- | ---- | ---- | ---- | ---- | ---- |
| 539  | →539 | ↗567 | ↘534 | ↘524 | ↗530 | ↘475 | ↗495 | ↗504 |
| 2006 | 2007 | 2008 | 2009 | 2010 | 2011 | 2012 | 2013 |      |
| ↘488 | ↘467 | ↘432 | ↘427 | ↘409 | ↘408 | ↘399 | ↘384 |      |

## Улицы
| - ул. Гагарина, - пер. Депутатский, - ул. Комсомольская, - ул. Молодёжная, | - ул. Островского, - ул. Первомайская, - ул. Погорелова. |

## Экономика
В селе действует сельскохозяйственное предприятие «Русское поле», которое занимается выращиванием зерновых культур и разведением крупного рогатого скота.  

## Инфраструктура
В селе функционируют средняя общеобразовательная школа (филиал МКОУ Солоновская СОШ), отделение почтовой связи, фельдшерско-акушерский пункт.